# Golconda (Illinois)
Golconda város az USA Illinois államában, Pope megyében, melynek megyeszékhelye is. Lakosainak száma 630 fő (2020. április 1.).

## Népesség
A település népességének változása:
| Lakosok száma | 404  | 668  | 630  |
|               | 1860 | 2010 | 2020 |